# Bauquay
Bauquay település Franciaországban, Calvados megyében. Lakosainak száma 294 fő (2018. január 1.). Bauquay Aunay-sur-Odon, Le Mesnil-au-Grain és Saint-Agnan-le-Malherbe községekkel határos.

## Népesség
A település népességének változása:
| Lakosok száma | 132  | 120  | 149  | 151  | 165  | 275  | 298  | 309  | 296  | 294  |
|               | 1968 | 1975 | 1982 | 1990 | 1999 | 2011 | 2013 | 2015 | 2017 | 2018 |